# Give Me All Your Luvin'
„Give Me All Your Luvin'” este un cântec al interpretei americane Madonna, realizat în colaborare cu rapperițele Nicki Minaj și M.I.A., inclus pe cel de-al doisprezecelea material discografic al Madonnei, MDNA (2012). Piesa a fost compusă și produsă de Madonna și Martin Solveig, alături de M.I.A., Minaj și Michael Tordjman. După ce Madonna a lucrat cu Solevig la un cântec, solista a continuat să înregistreze și alte piese, inclusiv „Give Me All Your Luvin'”. Cântăreața a ales să lucreze împreună cu M.I.A. și Minaj la piesă deoarece aceasta a considerat că ambele sunt femei puternice cu voci unice. De asemenea, Madonnei i-a plăcut și muzica pe care ele o reprezentau.
O versiune demo a piesei, intitulată „Give Me All Your Love”, a apărut în mod ilegal pe internet la 8 noiembrie 2011, cu un bărbat din Spania fiind arestat mai târziu pentru încălcarea drepturilor de autor. Versiunea finală a cântecului a fost lansată la 3 februarie 2012 ca primul disc single extras de pe albumul MDNA. Piesa a reprezentat, de asemenea, și single-ul de debut din contractul de trei albume al cântăreței cu casa de discuri Interscope Records. Susținută de sintetizatoare puternice, tobe de marș și un cor, „Give Me All Your Luvin'” este o piesă dance-pop ce conține elemente din muzica new wave și disco. Madonna cântă refrenul cu o voce înaltă, în timp ce în partea de dubstep Minaj cântă versul rap ca alter-ego-ul ei Roman Zolanski, urmată de M.I.A. care își cântă versurile rap.
„Give Me All Your Luvin'” a obținut recenzii mixte din partea criticilor de specialitate după lansarea sa. Unii dintre ei au considerat refrenul unul din punctele forte, descriindu-l atrăgător; cu toate acestea, ei au criticat compoziția muzicală, considerând-o inferioară față de single-urile anterioare ale Madonnei. Din punct de vedere comercial, cântecul a fost un succes, ocupând prima poziție a clasamentelor din Canada, Finlanda, Ungaria și Israel, totodată clasându-se în top 10 în multe țări europene. În Statele Unite, piesa a devenit cel de-al 38-lea șlagăr de top 10 al Madonnei în clasamentul Billboard Hot 100, extinzându-și astfel recordul de artistă cu cele mai multe single-uri de top 10 în istoria clasamentului.
Videoclipul muzical al piesei, regizat de Megaforce, a fost lansat în aceeași zi cu piesa. Videoclipul le prezintă pe Madonna, Minaj și M.I.A împreună cu majoretele ce poartă măști animegao și jucătorii de fotbal. „Give Me All Your Luvin'” a fost interpretat pentru prima dată în pauza finalei de la Super Bowl XLVI. În timpul interpretării, M.I.A. și-a ridicat degetul mijlociu în fața camerei în timp ce își cânta versurile rap. Cântăreața a fost criticată de mass-media iar postul de televiziune NBC și National Football League (NFL) și-au cerut scuze. De asemenea, M.I.A. a fost amendată, problema soluționându-se printr-un acord confidențial. Mai târziu în același an, Madonna a cântat „Give Me All Your Luvin'” purtând un costum de majoretă în timpul turneului MDNA Tour.

## Informații generale
În decembrie 2010, Madonna a scris pe Facebook un mesaj, exclamând că: „E oficial! Trebuie să mă mișc. Trebuie să transpir. Trebuie să facă muzică nouă! Muzică pe care pot dansa. Caut cei mai buni, cei mai tari și cei mai șmecheri oameni cu care pot să colaborez. Doar spuneam”. Unul dintre colaboratori a fost DJ-ul și producătorul francez Martin Solveig, care a fost invitat de către Madonna la ședințe de compunere în Londra în iulie 2011. Inițial, cântăreața și-a dorit să lucreze cu Solveig la un cântec, dar în cele din urmă au realizat trei piese—„Give Me All Your Luvin'”, „I Don't Give A” și „Turn Up the Radio”. Într-un interviu pentru revista Billboard, Solveig a explicat că Madonna a avut destul timp pentru proiect, prin urmare, după finalizarea unui cântec, aceștia au continuat să înregistreze. Solveig a descris ședințele ca fiind distractive, numindu-le „un timp privilegiat”.
| Imagine indisponibilă                                                                                                   |  | Imagine indisponibilă |
| Piesa „Give Me All Your Luvin'” a fost realizată în colaborare cu rapperițele Nicki Minaj (stânga) și M.I.A. (dreapta). |  |                       |

„Give Me All Your Luvin'” a fost compus de Madonna, Martin Solveig, Nicki Minaj, M.I.A. și Michael Tordjam, producția piesei fiind realizată de Madonna și Solveig Madonna și-a dorit să lucreze cu M.I.A. și Minaj la un cântec, de vreme ce aceasta le-a considerat pe ambele „femei puternice cu voci unice”. Cântăreața a oferit un tribut celor două, spunând că „[Minaj și M.I.A sunt] staruri pop neconvenționale și le admir foarte mult pe amândouă”. M.I.A și-a confirmat colaborarea prin intermediul contului ei de Twitter, spunând că a fost rugată să vină în New York City pe 29 noiembrie 2011. Rapperița a considerat colaborarea o realizare de care mama ei ar fi mândră „mult mai mult decât eu cântând «Galang» într-un club”.
Pe 8 noiembrie 2011, o versiune demo a cântecului, intitulată „Give Me All Your Love”, a apărut în mod ilegal pe internet. Potrivit lui Keith Caulfield de la Billboard, „În câteva ore, [cântecul] a fost unul din cele 10 cele mai discutate teme pe Twitter în întreaga lume”. Managerul Madonnei, Guy Oseary, a abordat scurgerea de informații pe Twitter, adăugând declarația cântăreței cu privire la întâmplare: „Fanii mei adevărați nu ar face așa ceva”. Oseary a clarificat, de asemenea, că planul inițial a fost cel de a lansa muzică nouă în 2012. Totuși, el a fost bucuros datorită reacțiilor pozitive cu privire la demo, rugându-i totodată pe fanii solistei să îl țină la curent cu orice alte scurgeri de informații. Demo-ul nu conținea vocile lui Minaj și M.I.A., Madonna considerând că: „Este foarte dezamăgitor pentru că nu vrei ca lucrurile să se lanseze până nu ai terminat cu ele, până nu sunt gata... E ca și cum toată lumea s-ar uita la pictura ta neterminată. Ceva la modul, «Stai puțin. Nu am terminat asta. Nu-i corect»”.
Pe 22 decembrie 2011, poliția a arestat un bărbat în vârstă de 31 de ani din Spania care ar fi fost responsabil cu demo-ul apărut pe internet. Aceștia au confirmat inițialele suspectului J.M.R și l-au descris ca „un mare fan Madonna”; înregistrări ale cântecului au fost descoperite prin bunurile lui. Bărbatul a fost arestat în Zaragoza, fiind eliberat ulterior în așteptarea unui proces. Site-ul de știri The Huffington Post a confirmat că persoana nu a obținut niciun profit în urma lansării. În 2014, numeroase demo-uri ale cântecelor de pe cel de-al treisprezecelea album de studio al Madonnei, Rebel Heart, au apărut ilegal pe internet. Hacker-ul israelian Adi Lederman a fost arestat: actele de acuzare au confirmat că Lederman a fost, de asemenea, responsabil pentru demo-ul piesei „Give Me All Your Luvin'”.
O lună mai târziu, Interscope Records a anunțat că lansarea piesei va avea loc pe 3 februarie 2012, cu trei zile înainte de spectacolului de la Super Bowl XLVI. Cântecul a reprezentat single-ul de debut al contractului de trei albume al solistei cu casa de discuri. Odată cu anunțul, Madonna a dezvăluit și coperta single-ului. Aceasta ilustrează trei imagini alb-negru cu Madonna, strâmbându-se și pozând în timp ce poartă un tricou pe care este inscripționat titlul cântecului. „Give Me All Your Luvin'” a fost trimis spre difuzare radio în Statele Unite pe 7 februarie 2012. Madonna a încheiat un parteneriat cu Clear Channel pentru a promova difuzarea la radio a piesei, începând cu 3 februarie single-ul fiind difuzat la peste 95 de stații radio deținute de ei. „Give Me all Your Luvin'” a fost difuzat și în Regatul Unit cu ajutorul parteneriatului între Clear Channel și stațiile radio Capital. Aceștia au difuzat piesa în fiecare oră până pe 5 februarie, împreună cu un mixaj al melodiilor de pe MDNA. Single-ul a fost lansat, de asemenea, spre streaming pe website-ul iHeartRadio, cu concursuri online și promoții pentru a promova achiziționarea piesei pe iTunes.

## Structura muzicală și versurile
„Give Me All Your Luvin'” a fost înregistrat la MSR Studios, New York City și la Sarm West Studios, Notting Hill, Londra. Demacio „Demo” Castellon a înregistrat și mixat piesa. Phillippe Weiss și Graham Archer l-au asistat pe Castellon la înregistrare în timp ce Angie Teo a ajutat la mixaj. Jason „Metal” Donkersgoed a realizat editări suplimentare pentru piesă, iar Jean Baptiste Gaudray a cântat la chitară. Pe lângă datoria sa de producător, Solveig s-a ocupat, de asemenea, de sintetizatoarele și tobele pentru piesă. El a reamintit că piesa a fost înregistrată în două zile, discutând împreună cu Madonna despre refren și muzică. Versiunea inițială avea „prea mult” dubstep, cântăreața rugându-l să o schimbe, în timp ce adăuga versurile rap ale lui Minaj și M.I.A.
„Give Me All Your Luvin'” este un cântec dance-pop ce conține elemente din muzica new wave și disco. Piesa începe cu o mulțime strigând „L-U-V Madonna, Y-O-U you wanna”, cu un ton vocal ce amintește de piesele „Hollaback Girl” (2005) de Gwen Stefani și „Mickey” (1982) de Toni Basil. Cântecul a fost comparat de Priya Elan de la NME cu piesele anterioare ale Madonnei, „Beautiful Stranger” (1999), „Amazing” (2000), precum și alte cântece de pe albumele Ray Of Light (1998) și Hard Candy (2008).
Refrenul piesei este cântat de Madonna într-o voce înaltă „Don't play the stupid game / Cause I’m a different kind of girl / Every record sounds the same / You’ve got to step into my world / Give me all your luvin', give me your love / Give me all your love today” (ro.: „Nu juca acest joc stupid / Căci sunt o altfel de fată / Fiecare înregistrare sună la fel / Trebuie să pășești în lumea / Dă-mi toată dragostea ta, dă-mi dragoste / Dă-mi toată dragostea ta astăzi”). Lanford Beard de la Entertainment Weekly a considerat că piesa „îmbină incantații de genul Katy Perry o întâlnește pe Gwen Stefani, ecouri ale incursiunii regretabile a lui Ahslee Simpson în sunete de chitară sintetizate New Wave, și breakdown-ul lui „Hold It Against Me”. John Mithcell de la MTV News a comentat că instrumentația piesei constă în „sintetizatoare sclipitoare, tobe de marș, bătăi din palme și un refren extrem de atrăgător”. Lewis Corner de la Digital Spy a considerat cântecul „inspirat din anii '80, completat de un toboșar electro și o majoretă ce cântă «L-U-V Madonna!». „Give Me All Your Luvin'” este scris în tonalitatea Re bemol major, cu un tempo rapid de 144 de bătăi pe minut. Urmează o progresie de acorduri simplă Re♭–Sol♭–La♭ în versuri, Re♭–Fa♭–Do♭–Sol♭ în refren și un vers intermediar. Vocea Madonnei variază de la Do♭4 la La♭4.
După ce demo-ul a apărut în mod ilegal pe internet în noiembrie 2011, mass-media a raportat similarități între „Give Me All Your Luvin'” și piesa Nicolei Roberts, „Beat of My Drum”, datorită „stilului de majorete” în ambele. Piesa Madonnei conține versurile „L-U-V Madonna” în timp ce piesa lui Robers conține versurile „L.O.V.E/ Dance to the beat of my drum”. La scurt timp după, Roberts a numit-o pe Madonna „plagiatoare” pentru presupusele asemănări între cântece. Cu toate acestea, cântăreața a declarat că oamenii „s-au grăbit să tragă concluzii” și a susținut că nu a auzit piesa de care ar fi acuzată că ar fi plagiat-o. Producătorul brazilian Joan Brasil a susținut că refrenul piesei Madonnei a fost copiat de la refrenul cântecului acestuia din 2011, „L.O.V.E Banana”. Ambele piese încep cu aclamații ale majoratelor, în cântecul brazilian strigându-se „L.O.V.E Banana” iar în cântecul Madonnei strigându-se „L.U.V. Madonna”.

## Recepția criticilor
| Imagine indisponibilă                                                                                         |  | Imagine indisponibilă |
| „Give Me All Your Luvin'” a fost comparat cu cântecele lui Gwen Stefani (stânga) și Nicola Roberts (dreapta). |  |                       |

„Give Me All Your Luvin'” a obținut recenzii mixte din partea criticilor de specialitate după lansarea sa. Priya Elan de la NME a spus că piesa „pare să crească fără efort” iar „ceea ce face Madonna în acest cântec este mult mai distractiv decât ne-am fi putut imagina”. Ea a mai considerat că piesa este un progres de la sunetul albumului anterior, Hard Candy (2008). Jim Farber de la New York Daily News a considerat „Give Me All Your Luvin'” „un pocnet perfect al unei piese din genul bubble gum pop, mai aproape de single-ul «Burning Up» decât oricare dintre cele mai recente hituri de club. Doar Nicki Minaj și M.I.A. mai puțin ne mai amintesc în ce deceniu suntem”. Michael Cragg de la The Guardian a spus că piesa nu este rea. „Din punct de vedere muzical, sunt patru minute pline de veselie, cu bătăi de tobe, secvențe acustice și o linie melodică de majorete în stilul lui Gwen Stefani, însă interpretarea Madonnei lasă puțin de dorit. Având în vedere toată dragostea pe care o cere, ai crede că ar trebui să fie puțin mai entuziasmată”. Vorbind despre partea de rap, acesta a considerat că „Minaj cu siguranță dă tot ce e mai bun din ea, cu exercițiul ei de a cuprinde cât mai multe cuvinte într-un timp de 10 secunde, în timp ce vorbele tărăgănate ale lui MIA pierd avântul”. Bradley Stern de la MTV News a comentat comparația între piesa Madonnei și cântecul „Hey Mickey”, complimentând colaborarea cu Minaj și M.I.A., cu toate că acesta a considerat „Give Me All Your Luvin'” „unul din cele mai puțin convingătoare momente ale albumului”. Într-o recenzie a albumului MDNA, Neil McCormick de la The Daily Telegraph a considerat că scopul principal al „celei mai slabe și fără sens piese” de pe album a fost să reprezinte următoare generație de cântărețe pop. Emily Mackay de la The Quietus a scris în detaliu despre cântec:
„După ce am ascultat prima dată albumul, m-am așezat și m-am gândit foarte mult care ar fi unul dintre cântecele pe care l-aș asculta din nou prima oară. Singurul care mi-a rămas în minte cel mai pregnant este «Give Me All Your Luvin'» care este destul de chinuitor din cauza strigătelor de majorete și a ritmului zdrăngănitor, dar cel puțin este o melodie care te prinde”. Minaj și M.I.A sunt minunate ca întotdeauna, deși sunt limitate la câteva versuri. Spune ce vrei despre Maya, dar sună mult mai plauzibilă decât Madonna însăși cu un versuri precum «Imma say this once, hey I don't give a shit»... În mod bizar, pentru un single atât de banal, Madonna pare să îl vadă ca pe o provocare «Every record sounds the same, you've got to step into my world»? (ro. Fiecare înregistrare sună la fel, trebuie să intri în lumea mea)? Suntem deja în lumea ta sângeroasă! Era responsabilitatea ta să ieși din ea și să faci o piesă care să nu sune la fel, așa că nu ne cicăli cu asta.”
Keith Caulfield de la Billboard a considerat că, în loc să fie o unealtă promoțională pentru MDNA, piesa este o reclamă pentru spectacolul Madonnei de la Super Bowl, criticând inducerea în eroare a auditorului în legătură cu albumul. Gareth Grundy de la The Guardian și-a exprimat o opinie asemănătoare, descriind piesa ca fiind un „rave-pop neîndemânatic”. Jody Rosen de la Rolling Stone i-a oferit cântecului două din cinci stele, descriind versurile și compoziția ca „distruse” și „demoralizatoare”, totodată fiind nemulțumit de „stilul agresiv”. Sal Cinquemani de la Slant Magazine a considerat piesa „cu siguranță fără gust” și „interesantă”, dar a afirmat, de asemenea, că „are câteva farmece—chitările surf-pop ale anilor '60, efecte de jocuri video vintage și referințe la cântecele ei mai vechi”. El a mai opinat că Minaj și M.I.A. au fost „abordate pentru o mai bună comercializare a piesei”, însă cântecului îi lipsește din „autenticitate”. Într-o recenzie a albumului MDNA, Jon Pareles. critic la The New York Times, a considerat „Give Me All Your Luvin'” „una din cele mai slabe piese ale albumului”. Joey Guerra de la Houston Chronicle a spus că sunetul „strălucitor-vesel” al cântecului este „de negăsit pe restul albumului”.
Alexis Petridis de la The Guardian a listat „Give Me All Your Luvin'” ca cel mai slab efort al albumului MDNA, adăugând că „poziția sa de prim disc single extras de pe album pare să fi avut mai mult de a face cu prezența lui Nicki Minaj și M.I.A. decât cu melodia sa”. Un autor de la Virgin Media i-a oferit cântecului trei din cinci stele, opinând că: „La fel ca majoritatea single-urilor Madonnei, are un ritm înverșunat și o sclipire în ochi, însă auto-referințele devin obositoare și, în cele din urmă, Madonna se străduiește prea mult”. Matthew Parpetua de la Pitchfork Media a criticat piesa, spunând că producția lui Solveig este asociată în mod egal cu „versurile anoste”. Brad O'Mancey de la Popjustice a considerat că „Give Me All Your Luvin'” este „dovada că, uneori, poți să asculți un cântec de foarte multe ori și tot nu-ți poți da seama dacă este bun sau nu”. Greg Kot, jurnalist la Chicago Tribune, a fost dezamăgit de piesă și versurile sale, considerându-le „lipsite de sens” în timp ce Bernard Zuel de la The Sydney Morning Herald le-a clasat la categoria „banale și de unică folosință”. Alex Macpherson de la Fact a considerat că piesa este o „simplă greșeală neinspirată”. Jude Rogers de la The Guardian a criticat „livrarea de neiertat a versurilor” și a evidențiat faptul că „corul candy-pop chiar funcționează, dar rapul și opa-urile lor [Minaj și M.I.A.] se dezumflă repede”. El a clasat cântecul pe locul 66 în clasamentul făcut de el despre single-urile Madonnei, în onoarea celei de-a șaizecea aniversări a cântăreței.

## Performanța în clasamentele muzicale

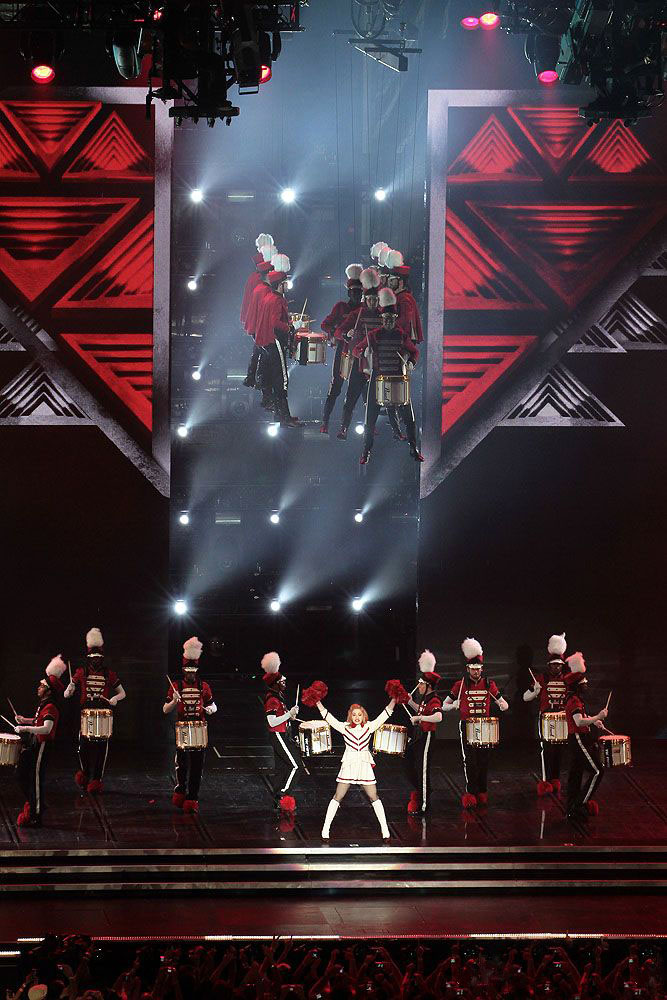
Interpretarea piesei „Give Me All Your Luvin'” în timpul turneului MDNA Tour, Madonna fiind costumată în majoretă iar o fanfară fiind suspendată în aer.

În Statele Unite, „Give Me All Your Luvin'” a fost difuzat de la ora 9 dimineața pe 3 februarie 2012 de stațiile radio ale Clear Channel. Piesa a debutat pe locul 24 în clasamentul Billboard Mainstream Top 40, acumulând în acea săptămână 2.766 de difuzări (cu 79% din difuzări având loc la posturile Clear Channel). Cântecul a devenit cel de-al șaptelea debut în top 25 al Madonnei în acel clasament, cele mai multe de la înființarea clasamentului. Odată cu debutul în Mainstream Top 40, „Give Me All Your Luvin'” a debutat, de asemenea, pe locul 33 în Rythmic airplay, pe locul 35 în Adult Top 40 și pe locul 20 în Dance/Mix Show Airplay. Cântecul a debutat pe locul șapte în clasamentul Hot Digital Songs, având vânzări de 115.000 de exemplare vândute în primele trei zile de la lansare și la sfârșitul săptămânii monitorizate de Billboard. Piesa a debutat mai apoi pe locul 13 în topul Billboard Hot 100 cu 44 de milioane de difuzări la radio. În urma spectacolului de la Super Bowl XLVI, vânzările digitale ale cântecului au crescut cu 44%, cu vânzări de 165,000 de exemplare în următoarea săptămână, totodată ocupând locul 10 în Hot 100. „Give Me All Your Luvin'” a devenit primul șlagăr de top 10 al Madonnei de la „4 Minutes” (2008) și, de asemenea, cel de-al 38-lea cântec al Madonnei care să se claseze în top 10 în clasamentul respectiv. Piesa a coborât către locul 39 în următoarea săptămână, pe măsură ce efectele promoționale ale spectacolului de la Super Bowl au scăzut. Odată cu lansarea piesei, Madonna a egalat-o pe Dionne Warwick ca cea de-a doua artistă cu cele mai multe apariții în clasamentul Billboard Hot 100, aflându-se doar în spatele Arethei Franklin cu 73 de apariții. Madonna și-a extins, de asemenea, recordul de artistă cu cele mai multe cântece pe locul unu în clasamentul Dance Club Songs, „Give Me All Your Luvin'” devenind cel de-al 41-lea ei cântec ce se află în fruntea topului. În iunie 2012, piesa a primit discul de aur din partea Recording Industry Association of America (RIAA) pentru vânzarea a peste 500.000 de exemplare.
În Canada, „Give Me All Your Luvin'” a debutat pe locul 11 în clasamentul Canadian Hot 100 la 10 februarie 2012. În următoare săptămână, cântecul a ocupat prima poziție a topului, devenind cea mai bine vândută și cea mai difuzată piesă în acea săptămână. „Give Me All Your Luvin'” s-a clasat, de asemenea, pe primul loc al clasamentului Digital Songs, cu o creștere de 76% în descărcări digitale, ocupând totodată și locul 10 în topul Hot 100 Airplay. Cântecul a devenit cel de-al 25-lea single al Madonnei care să ocupe poziția fruntașă a clasamentului canadian. În Japonia, „Give Me All Your Luvin'” a debutat pe locul 42 în Japan Hot 100, două săptămâni mai târziu ocupând locul trei, poziția sa maximă. În Australia, cântecul a debutat pe locul 25 la 19 februarie 2012, săptămână următoare marcând ultima apariție a piesei în clasament, ocupând locul 44. În Noua Zeelandă, „Give Me All Your Luvin'” a debutat pe locul 26, fiind prezent în top o singură săptămână.
În Regatul Unit, piesa a ocupat locul 37 în clasamentul UK Singles Chart cu vânzarea a 8.577 de exemplare, devenind cea de-a 67-a apariție a Madonnei în top. Vânzările scăzute s-au datorat unei promoții oferite de Official Charts Company, cântecul putând fi descărcat gratuit odată cu precomanda albumului MDNA. „Give Me All Your Luvin'” a coborât 14 poziții până pe locul 51 în următoarea săptămână cu vânzarea a 7.070 de exemplare. Odată cu lansarea CD single-ului, piesa a ocupat locul doi în clasamentul UK Physical Singles. Cântecul a debutat pe prima poziție a topului din Finlanda, însă a coborât rapid în decursul a trei săptămâni. În Italia, cântecul a ocupat locul doi și a primit discul de platină din partea Federation of the Italian Music Industry (FIMI) pentru vânzarea a peste 30.000 de exemplare. „Give Me All Your Luvin'” a debutat pe locul patru în Franța, urcând săptămâna următoare către locul trei, poziția sa maximă. Piesa a fost prezentă în top timp de 21 de săptămâni. Piesa a devenit un șlagăr de top 10 în Belgia, Germania, Țările De Jos, Spania și Elveția, ocupând, de asemenea, locul șapte în clasamentul Billboard Euro Digital Songs.

## Videoclipul

### Dezvoltare
Pe 8 decembrie 2011, Minaj a anunțat printr-un mesaj pe Twitter că se află pe platourile de filmare ale videoclipului „Give Me All Your Luvin”. Ea a mai spus că Madonna a sărutat-o pe buze drept cadou pentru ziua ei de naștere. M.I.A. a transmis și ea un mesaj pe Twitter despre cum e să participi la filmarea unui videoclip alături de Madonna, spunând că ”Madonna a reușit! Ce legendă! Mi-a spus că și-ar dori să mă aibă, eu i-am răspuns că și eu mi-al dori-o”. Regizat de echipa Megaforce—compusă din Léo Berne, Charles Brisgand, Raphaël Rodriguez și Clément Gallet—videoclipul are o temă compusă din majorete și fotbal american, inspirată de spectacolul pe care l-a susținut în pauza Super Bowlului. Rodriguez a explicat reporterilor de la MTV News că s-a pus de acord cu Solveig asupra faptului că videoclipul ar trebui să fie „despre bucurie și despre ceva foarte însorit”. Întregul look al videoclipului a fost dictat și de faptul că Megaforce nu a colaborat niciodată cu  Madonna, Minaj și M.I.A., simțind că a fost un „univers diferit” pentru ei. Filmările la videoclip au durat două zile și au avut loc în New York, cu un  program foarte strict pe care Megaforce l-a considerat o provocare. Descriind procesul de filmare ca fiind „ca și cum ai lucra cu CIA-ul”, Megaforce a declarat pentru ziarul suedez 20 minutes că platoul era înconjurat de patrule de poliție și de gărzi de securitate și că pe platou nu erau permise telefoanele mobile. Bugetul videoclipului a fost de 1,5 de milioane de dolari. Ideile pentru câteva secvențe au venit din partea Madonnei, cum ar fi scena în care dansează în fața unui perete, pe care Megaforce a considerat că nu s-ar potrivi cu povestea principală. Totuși, cântăreața a insistat să o păstreze, și în a doua zi a filmărilor a plecat mai devreme.
În post-producție au fost aplicate retușuri, deoarece Minaj a vrut ca corpul ei să arate ca cel al unei păpuși de plastic. Producția videoclipului a fost făcută de companiile americană Bureau și Riff Raff Films din Marea Britanie. Studioul de efecte vizuale și de animație Mathematic din Paris a primit sarcina de a adăuga elemente grafice videoclipului. O echipă de 14 artiști a lucrat timp de două săptămâni la Paris pentru a termina videoclipul, fiind ajutați de Megaforce. Au fost folosite mai multe metode, printre care rotoscopie și chroma keying pentru crearea artificiilor artificiale și a ploii sclipitoare, fundaluri 3D și 2D, extensii ale platoului de filmare și a clădirilor, precum și cerul pe care l-au creat folosind Autodesk Maya. Printre costumele purtate în videoclip se numără uniformele Adidas pentru Minaj și M.I.A. și un look de inspirație retro pentru o secvență, purtând rochii din dantela albă care amintesc de lookul Madonnei atunci când ea avea 20 de ani, și de Marilyn Monroe. Un alt costum al Madonnei include un top scurt, un sutien cu model de leopard și un lanț cu o cruce mare în jurul gâtului ei. DArianne Phillips a fost designerul vestimentar al videoclipului, cu ținute purtate fiind furnizate de branduri precum Burberry, Dolce & Gabbana, Bebe, Norma Kamali și bijuterii Swarovski, Yves Saint Laurent vintage, Prada și Eddie Borgo.

### Lansare și rezumat
Madonna a prezentat pentru prima dată fragmente din videoclip în timpul emisiunii American Idol din 2 februarie 2012,  cu întregul videoclip fiind lansat în următoarea zi pe canalul ei de YouTube. Videoclipul începe cu cuvintele „Fans can make you famous, a contract can make you rich, the press can make you a superstar, but only luv  can make you a player” (ro. Fanii te pot face faimos, un contract te poate face bogat, presa te poate face un superstar, dar numai dragostea te poate face un jucător”) care apar pe un perete de cărămidă. Majoretele M.I.A. și Minaj cântă versurile de deschidere într-un cartier suburban alături de alte majorete care poartă măști animegao. Madonna cântă primul vers în timp ce iese din casă cu un cărucior pentru bebeluși și poartă un pardesiu alb și ochelari de soare, pe care mai târziu le dă jos. Mai mulți jucători de fotbal american o protejează de obstacole, picături de ploaie aurii și distrug o mașină care îi iese în cale. Ei o țin perpendicular de un perete și ea merge orizontal.. În timpul videoclipului, Madonna poate fi văzută dansând și cântând în fața unui perete de cărămidă, și într-o scenă ține o păpușă sub formă de bebeluș.
În timpul cele de-a doua strofe, Madonna se plimbă prin oraș alături de M.I.A. și Minaj, și este încă urmărită de majorete și jucători de fotbal. Ea merge pe o stradă din oraș, cu jucători fiind împușcați de un trăgător nevăzut care trage dintr-o mașină în mișcare. Ea se cațără pe o piramidă de jucători de fotbal, și este dusă la un club cu Minaj și M.I.A., care își cântă partiturile într-o cameră plină cu alte majorete și jucători de fotbal. Apoi Madonna cade din clădire, dar doi jucători o prind. Ea se deplasează spre centrul orașului, unde începe să danseze cu majoretele sale pe capetele acestora, pe care le lovesc ulterior cu bâte de baseball, dezvăluind un spectacol de artificii. Madonna prinde unul din capete și îl arată unei audiențe care aplaudă. Videoclipul se termină cu Madonna în fața unui perete din cărămidă, râzând și aruncând păpușa în formă de bebeluș, iar cuvântul „Touchdown!” (ro. „Eseu”) apare pe un fundal roz.

### Recenzii
Caryn Ganz de la Spin a fost mulțumit de videoclip, spunând că „încercarea [Madonnei] de a găsi o legătură între sport, dragoste și faimă lasă de dorit... dar la sfârșit, jucătorii de fotbal și majorete din videoclip sunt toți trecători fără expresii faciale. Ei, ca și cele două MC importante, se află aici în serviciul [cântăreței].” Becky Bain de la Idolator a discutat despre mai multe aspecte ale videoclipului, printre care trucaje, ploaia aurie și apariția cântărețelor ca „tripleta Marilyn sau tripleta Madonna”. Deși a considerat că nu a fost cel mai bun videoclip al Madonnei, a fost de acord cu faptul că lansarea a fost una care s-a bucurat de succes. Christopher Farley de la The Washington Post a dat o altă recenzie pozitivă videoclipului, spunând că interpreta „pare să fie într-o formă mai bună decât multe studente, lucru care este o nebunie” și a felicitat-o pentru alegerea lui M.I.A și a lui Nicki Minaj, „reușind să le facă să o servească ca majorete pentru brandul Madonna.” Jocelyn Vena de la MTV News la descris ca fiind „funky, amuzant și suprarealist (și aproape de desenele animate)”, dar și unul fără griji: „Madonna pare că se distrează foarte tare prin gestică, zâmbet și în felul în care parcurge această lume ficțională și hiper-fantastică. Urmărind clipul, te-ai putea întreba ce nu se întâmplă în videoclip.”
Nicole James de la MTV News a fost de părere că videoclipul i-a dat o altă impresie, deși „Madonna nu a fost niciodată o regină drăguță, inocentă și primitoare, dar toți acei jucători de fotbal american bine făcuți încă vor să-și petreacă timpul cu ea.” Cragg de lam The Guardian a declarat videoclipul este o „huiduială” cu „majorete înfricoșătoare și Madonna hrănind o păpușă la sân”. Bradley Stern de la MuuMuse a găsit asemănări în videoclip cu cele ale cântăreței Björk din videoclipul „It's Oh So Quiet” (1995) și „Come into My World” (2002) al lui Kylie Minogue, toate având formula „mergi-vorbește șo mergi și te strecoară” în ele. El a mai adăugat că videoclipul este „conștient de sine, modern, obraznic, sarcastic, strălucitor și cu totul exagerat, toate în același timp.” Chris Wilman de la TheWrap a observat asemănări cu videclipul Madonnei din 1985, „Material Girl”, referindu-se la scenele în care este cărată de fotbaliști, adăugând faptul că „totul aici este la fel de stupid ca interpreta, dar exagerările au farmecul lor, cel puțin dacă îți plac muzicalurile vechi la care unele dintre secvențele în mișcare fac referire și cărora le aduce un omagiu.”
Un critic din partea Rolling Stone a acordat o recenzie mixtă videoclipului spunând că „este un clip prostuț și amuzant, deși majoretele fără față din fundal sunt mai mult înfricoșătoare decât amuzante.” Într-o prezentare înainte de lansare a MDNA, Matthew Todd de la Attitude a considerat că ultima  scenă care o arată pe Madonna aruncând o păpușă sub formă de bebeluș implică faptul că se distanțează de viața casnică și că îmbrățișează o atitudine de petrecăreață”. Amanda Dobbins de la New York a găsit niște „ciudățenii încercate” în videoclip cu scenele tripletei de Marilyne și cu bebelușul în poala Madonnei, dar a adăugat că „Madonna încă arată nebunește de bine”.

## Interpretări live

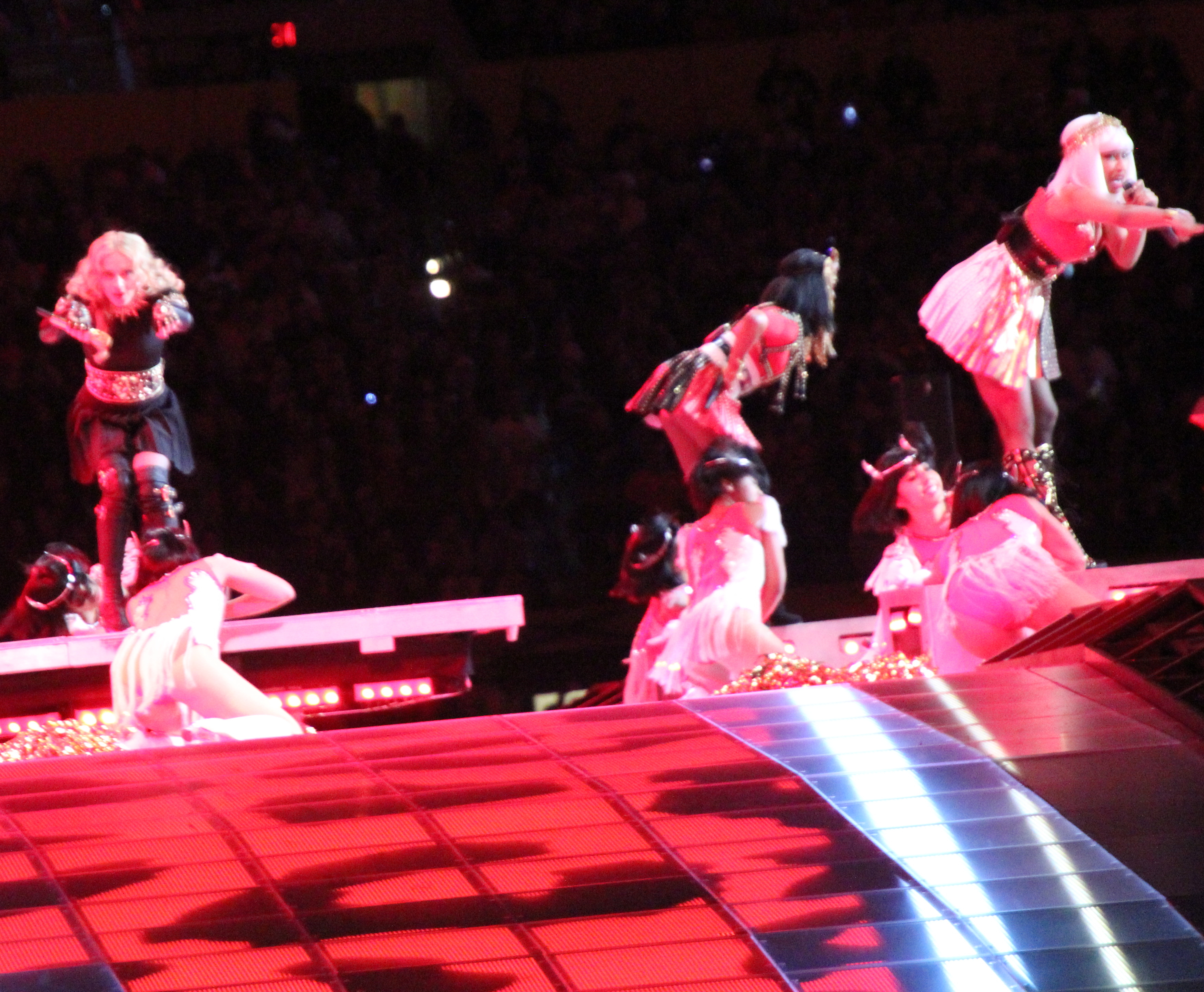
Madonna interpretând cântecul alături de M.I.A. și Nicki Minaj în timpul spectacolului de la Super Bowl XLVI.

În februarie 2012, Madonna a interpretat „Give Me All Your Luvin'” împreună cu M.I.A. și Nicki Minaj în pauza Super Bowlului XLVI pe Lucas Oil Stadium, Indianapolis, India. Cântăreața a colaborat cu Cirque du Soleil la producția spectacolului. Au fost utilizate de 36 de proiectoare pentru a crea un spectacol de lumini. Întreaga interpretare a constat într-un total de 500 de costume, inclusiv cele ale lui Minaj, LMFAO, Green, precum și cei 100 de toboșari, corul de 200 de oameni și cei 150 de gladiatori—aceștia purtând lenjerii de corp negre realizate Calvin Klein. Odată ce interpretarea piesei „Music” s-a încheiat, un grup de dansatoare în costume de majorete s-au alăturat Madonnei pe scenă, cântând „Give Me All Your Luvin'”. Minaj și M.I.A. au apărut, de asemenea, pe scenă, purtând costume inspirate de egipteni. Cântărețele au dansat asemenea majoretelor, cu pampoanele în mână. În timpul scenei intermediare, toate cele trei cântărețe se aflau pe platforme separate, Minaj și M.I.A. cântând versurile rap ale cântecului.
Interpretarea a obținut o atenție negativă din partea mass-mediei după ce M.I.A. și-a arătat degetul mijlociu în fața camerei la sfârșitul strofei ei, în loc să spună cuvântul „shit” (ro.: „rahat”). Mass-media a criticat-o pe M.I.A. pentru gest și au comparat întâmplarea cu incidentul lui Janet Jackson din 2004 cauzat de o defecțiune de garderobă. Revista People a spus: „Să numim întâmplarea o defecțiune a degetului? Madonna ar fi trebuit să fie în centrul atenției în timpul spectacolului de duminica, însă Regina Muzicii Pop a fost pusă în umbră de colaboratoarea ei, M.I.A., care și-a arătat degetul mijlociu în fața camerei într-un moment al interpretării, provocând scuze rapide din partea NFL și NBC”. Madonna și-a exprimat dezamăgirea în timpul unui interviu cu Ryan Seacrest la talk show-ul On Air with Ryan Seacrest. Solista a considerat că a fost „o chestie irelevantă de adolescenți” pentru M.I.A., de vreme ce a fost un gest „deplasat”. Brian McCarthy, reprezentant al NFL, a spus că: „Sistemul nostru a întârziat să ascundă gestul nepotrivit și ne cerem scuze telespectatorilor noștri. NFL a angajat echipajul care a produs acest spectacol. A fost un eșec în sistemul întârziat al NBC. Gestul obscen a fost complet inadecvat, foarte dezamăgitor, și ne cerem scuze tuturor fanilor noștri”. McCarthy a clarificat, de asemenea, faptul că gestul nu a fost utilizat în timpul repetițiilor, M.I.A. improvizând pe scenă. Liga a amendat mai târziu rapperița cu 16,6 milioane de dolari, sancțiune rezolvată mai târziu prin intermediul unui acord confidențial în 2014.
Madonna a interpretat, de asemenea, „Give Me All Your Luvin'” în același an în timpul turneului MDNA Tour. După ce interpretarea piesei „Express Yourself” s-a încheiat, solista a început să cânte „Give Me All Your Luvin'” îmbrăcată în majoretă într-o uniformă albă și roșie cu cizme albe și înalte. Potrivit Phillips, costumația a fost inspirată de majoretele anilor '40, adăugând cristale Swarovski pe rochie. Madonna a cântat piesa pe scenă în timp ce o fanfară a fost suspendată în aer, M.I.A. și Minaj făcându-și apariția pe ecranul video. Caryn Ganz de la Spin a numit interpretarea „unul dintre cele mai inovatoare momente ale serii” în timp ce Brian McManus de la Rolling Stone a fost impresionat de fanfara ce levita în afara scenei. Niv Elis de la The Jerusalem Post a considerat interpretarea unul din momentele „wow” ale spectacolului. Între 19 și 20 noiembrie 2012, interpretarea piesei „Give Me All Your Luvin'” la Miami, American Airlines Arena, a fost înregistrată și lansată pe cel de-al patrulea album live al Madonnei, MDNA World Tour, pe CD și DVD.

## Ordinea pieselor pe disc și formate
| - Descărcare digitală 1. „Give Me All Your Luvin'” (în colaborare cu Nicki Minaj și M.I.A.) – 3:22 - Descărcare digitală – Party Rock Remix 1. „Give Me All Your Luvin'” (Party Rock Remix) (în colaborare cu LMFAO și Nicki Minaj) – 4:03 - CD single 1. „Give Me All Your Luvin'” (în colaborare cu Nicki Minaj și M.I.A.) – 3:22 2. „Give Me All Your Luvin'” (Party Rock Remix) (în colaborare cu LMFAO și Nicki Minaj) – 4:01 | - EP Remix distribuit digital 1. „Give Me All Your Luvin'” (Laidback Luke Remix) – 6:06 2. „Give Me All Your Luvin'” (Nicky Romero Remix) – 5:54 3. „Give Me All Your Luvin'” (Party Rock Remix) (în colaborare cu LMFAO și Nicki Minaj) – 4:01 4. „Give Me All Your Luvin'” (Sultan + Ned Shepard Remix) – 5:59 5. „Give Me All Your Luvin'” (Oliver Twizt Remix) – 4:48 6. „Give Me All Your Luvin'” (Demolition Crew Remix) – 7:02 |

## Acreditări și personal
Acreditări adaptate de pe broșura albumului MDNA.
Management
- Înregistrat la Studiourile MSR, New York City și Studiourile Sarm West, Notting Hill, Londra
- Nicki Minaj Appears Courtesy de la Young Money Entertainment/Cash Money Records | M.I.A. Appears Courtesy de la Interscope Records
- Webo Girl Publishing, Inc. (ASCAP), EMI Music Publishing France (SACEM), Money Mack Music/Harajuku Barbie Music, adm. by Songs of Universal, Inc. (BMI), N.E.E.T. Noise/Imagem Music (PRS)

Personal
- Madonna – textier, voce principală și producător muzical
- Martin Solveig – textier, producător muzical, sintetizatoare, tobe
- Nicki Minaj – textier, voce secundară
- Maya Arulpragasam – textier, voce secundară
- Michael Tordjman – textier
- Demacio „Demo” Castellon – înregistrare, mixare
- Philippe Weiss – asistent înregistrare
- Graham Archer – asistent înregistrare
- Jason „Metal” Donkersgoed – editare suplimentară
- Jean Baptiste Gaudray – chitară
- Angie Teo – asistent mixaj
- LMFAO – remixer, producție suplimentară

## Prezența în clasamente
| Țară (clasament 2012)                          | Poziția maximă | Referință |
| ---------------------------------------------- | -------------- | --------- |
| Australia (ARIA)                               | 25             | [ 63 ]    |
| Austria (Ö3 Austria)                           | 11             | [ 116 ]   |
| Belgia (Ultratop 50 Flandra)                   | 5              | [ 75 ]    |
| Belgia (Ultratop 50 Valonia)                   | 3              | [ 117 ]   |
| Brazilia (Billboard Brasil Hot 100)            | 26             | [ 118 ]   |
| Brazilia (Hot Pop Songs)                       | 7              | [ 118 ]   |
| Canada (Canadian Hot 100)                      | 1              | [ 119 ]   |
| Coreea de Sud (Gaon)                           | 5              | [ 120 ]   |
| Columbia (National-Report)                     | 14             | [ 121 ]   |
| Cehia (Rádio Top 100)                          | 25             | [ 122 ]   |
| Danemarca (Tracklist)                          | 16             | [ 123 ]   |
| Elveția (Swiss Hitparade)                      | 6              | [ 124 ]   |
| Europa Euro Digital Songs                      | 7              | [ 125 ]   |
| Finlanda (Suomen virallinen lista)             | 1              | [ 71 ]    |
| Franța (SNEP)                                  | 3              | [ 74 ]    |
| Germania (Official German Charts)              | 8              | [ 126 ]   |
| Grecia (Greece Digital Songs)                  | 2              | [ 127 ]   |
| Irlanda (IRMA)                                 | 11             | [ 128 ]   |
| Israel (Media Forest)                          | 1              | [ 129 ]   |
| Italia (FIMI)                                  | 2              | [ 72 ]    |
| Japonia (Japan Hot 100)                        | 3              | [ 130 ]   |
| Liban (The Official Lebanese Top 20)           | 2              | [ 131 ]   |
| Luxemburg (Billboard Luxembourg Digital Songs) | 10             | [ 132 ]   |
| Mexic (Monitor Latino)                         | 6              | [ 133 ]   |
| Noua Zeelandă (RMNZ)                           | 29             | [ 64 ]    |
| Portugalia (Billboard)                         | 4              | [ 134 ]   |
| Olanda (Single Top 100)                        | 2              | [ 135 ]   |
| România (Airplay 100)                          | 92             | [ 136 ]   |
| Rusia (Russian Digital Charts)                 | 9              | [ 137 ]   |
| Scoția (OCC)                                   | 30             | [ 138 ]   |
| Slovacia (Rádio Top 100)                       | 3              | [ 139 ]   |
| Spania (PROMUSICAE)                            | 2              | [ 140 ]   |
| Suedia (Sverigetopplistan)                     | 60             | [ 141 ]   |
| Regatul Unit (OCC)                             | 37             | [ 142 ]   |
| Statele Unite ale Americii (Billboard Hot 100) | 10             | [ 143 ]   |
| Statele Unite ale Americii (Adult Top 40)      | 33             | [ 144 ]   |
| Statele Unite ale Americii (Dance Club Songs)  | 1              | [ 145 ]   |
| Statele Unite ale Americii (Mainstream Top 40) | 24             | [ 146 ]   |
| Statele Unite ale Americii (Rythmic airplay)   | 33             | [ 147 ]   |
| Ungaria (Rádiós Top 40)                        | 1              | [ 148 ]   |
| Ungaria (Single Top 40)                        | 2              | [ 149 ]   |
| Venezuela (Record Report)                      | 1              | [ 150 ]   |

| Țară (clasament 2012)                             | Poziția maximă | Referință |
| ------------------------------------------------- | -------------- | --------- |
| Belgia (Ultratop Flandra)                         | 85             | [ 151 ]   |
| Belgia (Ultratop Valonia)                         | 47             | [ 152 ]   |
| Canada (Canadian Hot 100)                         | 76             | [ 153 ]   |
| Coreea de Sud (Gaon)                              | 33             | [ 154 ]   |
| Franța (SNEP)                                     | 58             | [ 155 ]   |
| Japonia (Japan Hot 100)                           | 22             | [ 156 ]   |
| Polonia (ZPAV)                                    | 19             | [ 157 ]   |
| Spania (PROMUSICAE)                               | 27             | [ 158 ]   |
| Statele Unite ale Americii (Hot Dance Club Songs) | 41             | [ 159 ]   |
| Ungaria (Rádiós Top 40)                           | 39             | [ 160 ]   |

## Vânzări și certificări
| \| Țara \| Vânzări/ puncte \| Certificare \| Referințe \| \| --------------------------------- \| --------------- \| ----------- \| --------- \| \| Italia (FIMI) \| +30.000 \| \| [73] \| \| Coreea de Sud (Gaon) \| +339.000 \| \| [161] \| \| Statele Unite ale Americii (RIAA) \| +500,000 \| \| [61] \| | Note - reprezintă „disc de platină”; - reprezintă „disc de aur”. |             |           |
| Țara | Vânzări/ puncte                                                  | Certificare | Referințe |
| Italia (FIMI) | +30.000                                                          |             | [ 73 ]    |
| Coreea de Sud (Gaon) | +339.000                                                         |             | [ 161 ]   |
| Statele Unite ale Americii (RIAA) | +500,000                                                         |             | [ 61 ]    |

## Datele lansărilor
| Țară                       | Dată             | Format                                 | Casă de discuri |
| -------------------------- | ---------------- | -------------------------------------- | --------------- |
| În întreaga lume           | 3 februarie 2012 | Descărcare digitală                    | Interscope      |
| Statele Unite ale Americii | 6 februarie 2012 | Difuzare radio                         | Interscope      |
| Statele Unite ale Americii | 7 februarie 2012 | Descărcare digitală - Party Rock Remix | Interscope      |
| Germania                   | 2 martie 2012    | CD single                              | Universal Music |
| Polonia                    | 6 martie 2012    | CD single                              | Universal Music |
| Regatul Unit               | 19 martie 2012   | CD single                              | Polydor         |
| Thailanda                  | 23 martie 2012   | CD single                              | Universal Music |